# Alterlaa metróállomás
Alterlaa egy metróállomás Bécsben a bécsi metró U6-os vonalán.

## Szomszédos állomások
A metróállomáshoz az alábbi állomások vannak a legközelebb:
- Erlaaer Straße
- Am Schöpfwerk

## Átszállási kapcsolatok
| U6 (Floridsdorf ↔ Siebenhirten) |                         |                         |
| Állomás                         | Átszállási kapcsolatok  | Fontosabb létesítmények |
| Alterlaa                        | 60A, 64A, 64B, 66A, 67B |                         |